# Bartolomé y Lupercio Leonardo de Argensola

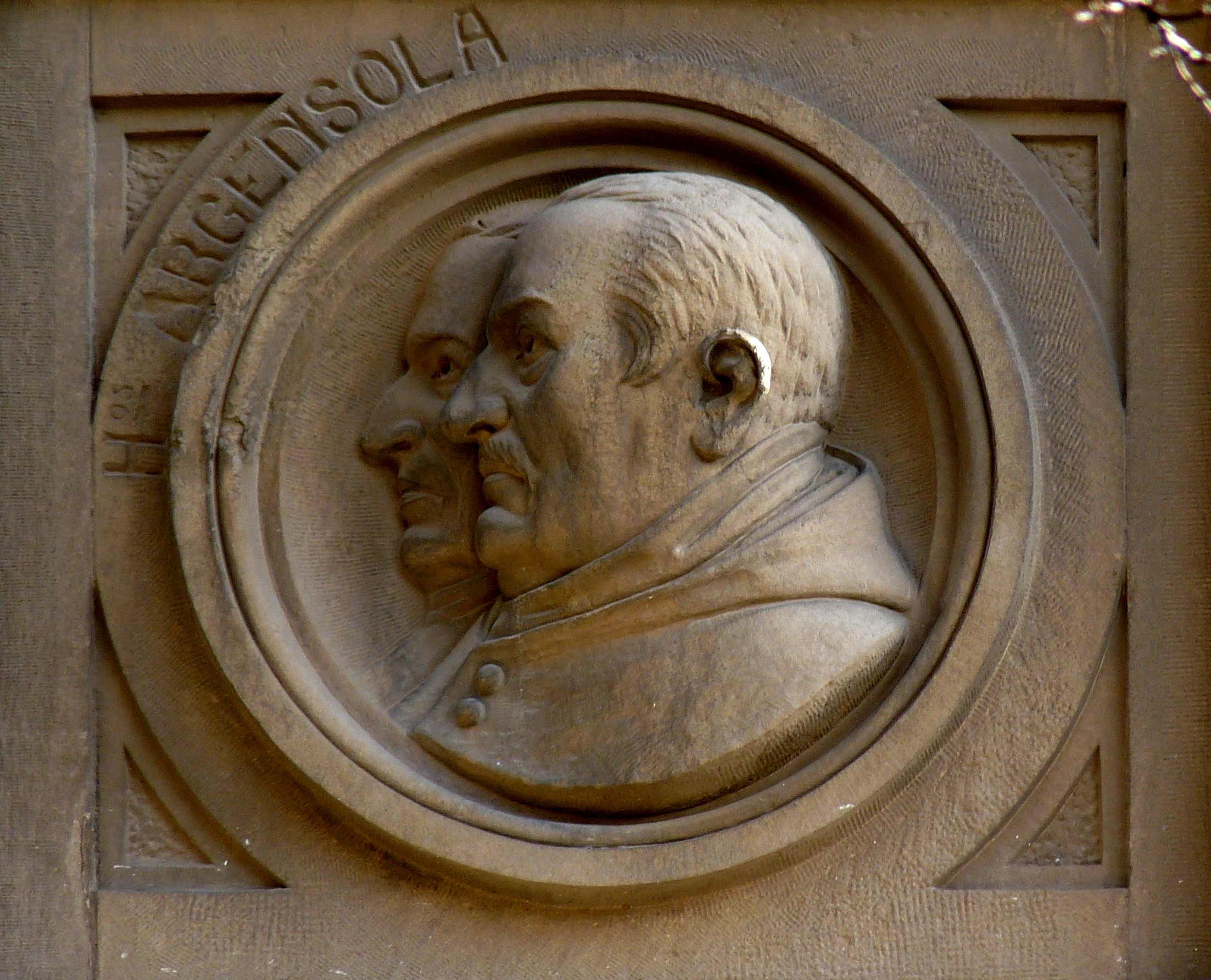
Los hermanos Argensola.

Los hermanos Bartolomé y Lupercio de Argensola (Barbastro, Huesca), fueron destacados poetas e historiadores españoles del Siglo de Oro. Lope de Vega alabó su producción. Se considera a los hermanos Argensola como representantes de una forma clásica de hacer poesía. 

## Bartolomé Leonardo de Argensola

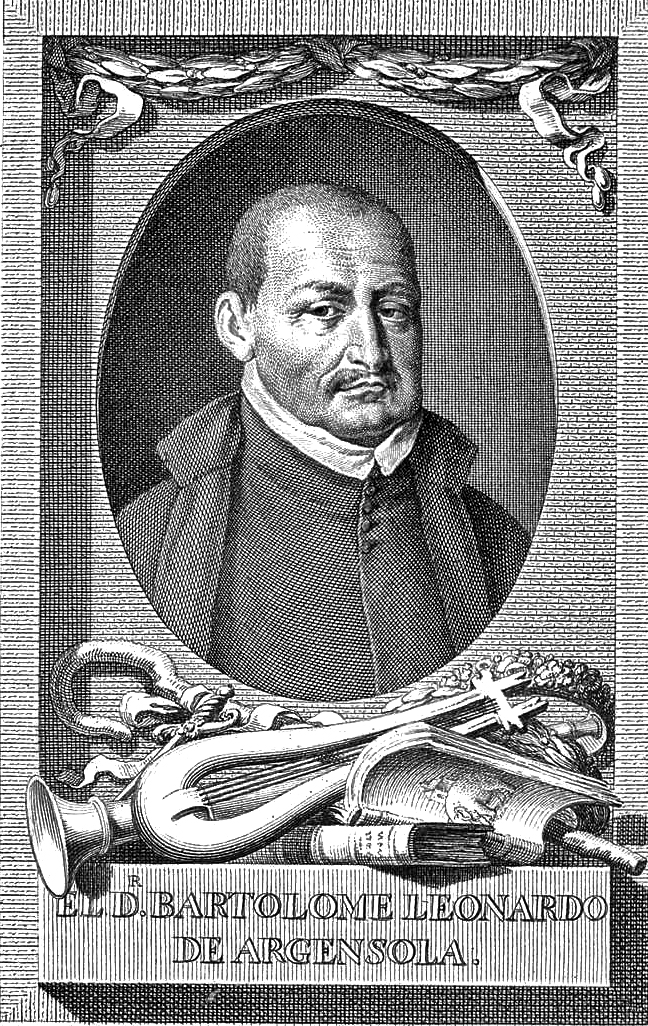
Bartolomé.

Bartolomé Juan Leonardo de Argensola (Barbastro, Huesca, 26 de agosto de 1562 - Zaragoza, 4 de febrero de 1631) fue un poeta e historiador español del Siglo de Oro.
Bartolomé realizó estudios en Zaragoza y Salamanca, fue sacerdote y capellán de la emperatriz María de Austria. En Zaragoza, donde fue canónigo de la catedral. Sus poesías, que nunca fueron publicadas durante su vida, fueron compiladas y publicadas por su sobrino Gabriel Leonardo junto a las de su hermano en las Rimas (1634). En prosa escribió una continuación de los Anales de Aragón (1630).

## Lupercio Leonardo de Argensola

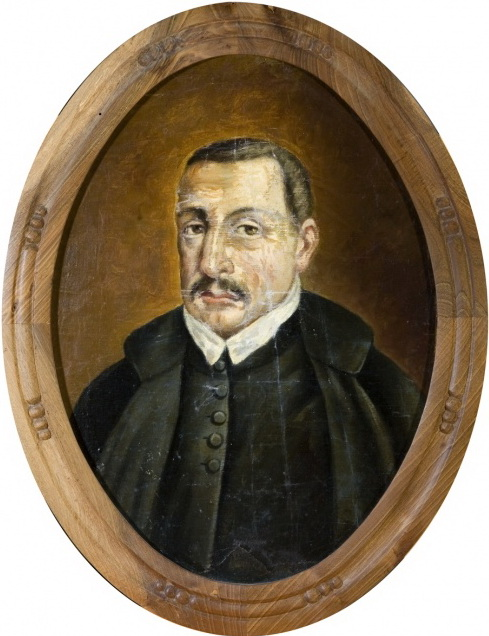
Lupercio.

Lupercio Leonardo de Argensola (Barbastro, Huesca, 14 de diciembre de 1559 - Nápoles, 1613) fue un poeta, historiador y dramaturgo español.
Destaca por su obra poética, de corte clasicista, y por ser uno de los iniciadores del teatro clásico español, adscribiéndose a la escuela renacentista de fines del siglo XVI, con sus dos tragedias conservadas Isabela y Alejandra, escritas en su juventud. Su poesía fue reunida y publicada por su hijo Gabriel junto con las de su hermano, el también poeta, Bartolomé, con el título de Rimas. Cronista del Reino de Aragón, publicó obras sobre las Alteraciones de Zaragoza y continuó la labor de los Anales de la Corona de Aragón, con adiciones a dicha obra, escrita por Jerónimo Zurita.

## El soneto «de uno de los Argensola»
En la edición de José Manuel Blecua La poesía aragonesa del barroco (1980) aparecía el soneto más conocido de los hermanos Argensola, cuyo título es «A una mujer que se afeitaba y estaba hermosa» y que trata el tema de las falsas apariencias:

Yo os quiero confesar, don Juan, primero,

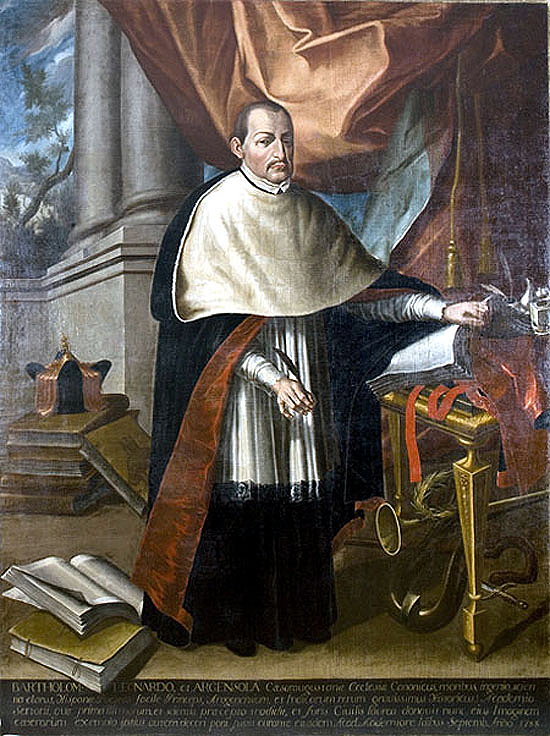
Luis Muñoz Lafuente, Bartolomé Leonardo de Argensola. Retrato de cuerpo entero, 1788. Óleo sobre lienzo. Ministerio de Cultura de España, en depósito en el Museo de Huesca.

que aquel blanco y color de doña Elvira
 
no tiene de ella más, si bien se mira, 

que el haberle costado su dinero. 

Pero tras eso confesaros quiero 

que es tanta la beldad de su mentira, 

que en vano a competir con ella aspira 

belleza igual de rostro verdadero. 

Mas ¿qué mucho que yo perdido ande 

por un engaño tal, pues que sabemos
 
que nos engaña así Naturaleza? 

Porque ese cielo azul que todos vemos, 

ni es cielo ni es azul. ¡Lástima grande 

que no sea verdad tanta belleza!

En la edición citada José Manuel Blecua atribuía este soneto, quizá el más célebre de la producción poética de los Argensola, a «uno de los Argensola», sin decantarse en la autoría de uno u otro hermano. Otros editores modernos han atribuido el poema a Bartolomé, basándose en la capacidad de sátira y en el tono desengañado, pero lo cierto es que Lupercio ofrece entre sus poemas muchos ejemplos de invectivas epigramáticas, siguiendo el modelo clásico de Marcial, como el titulado «Esos cabellos en tu frente enjertos». De este modo, el autor del soneto más difundido de los hermanos, sigue siendo citado aún, siguiendo a Blecua, como de uno de los Argensola.

## Memorial
En la plaza de San Pedro Nolasco de Zaragoza existe un monumento conmemorativo dedicado a los dos hermanos Argensola, realizado por José Bueno Gimeno en 1922.
En Barbastro, su ciudad natal, existe en la actualidad un instituto, una calle y su vivienda, ahora usada como biblioteca municipal. Además, el Ayuntamiento de Barbastro convoca anualmente el Premio Internacional de Poesía Hermanos Argensola.

## Bibliografîa
- BLECUA PERDICES, José Manuel, La poesía aragonesa del barroco, Zaragoza, Guara (Nueva Biblioteca de Autores Aragoneses), 1980. págs. 49-51. ISBN 84-7611-027-8
- COLÁS LATORRE, Gregorio, «Bartolomé Leonardo de Argensola y la rebelión aragonesa de 1591», en Alteraciones populares de Zaragoza, año 1591, Zaragoza, Institución "Fernando el Católico", 1995.
- LATASSA Y ORTÍN, Félix, Biblioteca de los autores aragoneses, Zaragoza, 1789-1802. Publicado en línea en Bibliotecas de Latassa, edición electrónica a cargo de Manuel José Pedraza Gracia, José Ángel Sánchez Ibáñez y Luis Julve Larraz, Universidad de Zaragoza, 1999.
- Monumento a los Argensola

### Obras
- Obras de Bartolomé y Lupercio Leonardo de Argensola y otras, seguidas de tres diálogos en prosa, BVPB20070007723
- Obras de Bartolomé y Lupercio Leonardo de Aragensola en la Biblioteca Virtual Miguel de Cervantes.

#### Obra poética
- Biblioteca Virtual Miguel de Cervantes: Títulos digitalizados de Bartolomé Leonardo de Argensola (sonetos).
- Selección poética de Bartolomé Leonardo de Argensola
- Palabra Virtual: Poemas de Lupercio Leonardo de Argensola.

#### Obra histórica
- Lupercio Leonardo de Argensola, Información de los sucesos del Reino de Aragon en los años de 1590 y 1591, Zaragoza, Diputación del General del Reino de Aragón, 1604. Pub. en Madrid, Imprenta Real, 1808. Ed. facsímil Zaragoza, Edizións de l' Astral y el Justicia de Aragón, 1991. Copia digital. Zaragoza, 2002.
- Bartolomé Leonardo de Argensola (ed., estudio y notas de Gregorio Colás Latorre), Alteraciones populares de Zaragoza, año 1591, Zaragoza, Institución "Fernando el Católico", 1995.
- Bartolomé Leonardo de Argensola (ed. filológica de Javier Ordovás Esteban), Primera parte de los Anales de Aragón, Zaragoza, Institución "Fernando el Católico", 2013.
- Bartolomé Leonardo de Argensola (ed. crítica de Javier Ordovás Esteban), Comentarios para la historia de Aragón. Estos comentarios son desde el año 1615 hasta el año 1626, Zaragoza, Institución "Fernando el Católico", 2016.

### Obra dramática
- «La Isabela (tragedia de Lupercio Leonardo de Argensola)», Archivo de Filología Aragonesa (AFA), LXI-LXII (2005-2006), págs. 219-299. Ed., introducción y notas de José Fradejas Lebrero. Edición digital en la Institución «Fernando el Católico».

### Biografía y estudios
- Hermanos Argensola. Portal de la Biblioteca Virtual Miguel de Cervantes dedicado a estos autores.
- Estudios sobre los hermanos Argensola.
- Voz «Argensola, Bartolomé Juan Leonardo de», en la Gran Enciclopedia Aragonesa (en línea) Archivado el 28 de enero de 2021 en Wayback Machine.
- Artículos filológicos en edición digital sobre Bartolomé Leonardo de Argensola.
- Retrato de Bartolomé Leonardo de Argensola con un epítome sobre su vida incluido en el libro Retratos de Españoles ilustres, publicado en el año de 1791.
- Otis H. Green, «Bartolomé Leonardo de Argensola y el reino de Aragón», Archivo de Filología Aragonesa, IV, Zaragoza, Institución «Fernando el Católico», 1953, págs. 7-112. ISSN 0210-5624

- Datos: Q10858381